# Empriononyx
Empriononyx là một chi bướm đêm thuộc họ Geometridae.